# Nagai Kengo
Kengo Nagai (永井 堅梧 Nagai Kengo, sinh ngày 6 tháng 11 năm 1994 ở Saitama) là một cầu thủ bóng đá người Nhật Bản thi đấu cho Kataller Toyama.

## Thống kê câu lạc bộ
Cập nhật đến ngày 23 tháng 2 năm 2018.
| Thành tích câu lạc bộ | Thành tích câu lạc bộ | Thành tích câu lạc bộ | Giải vô địch | Giải vô địch | Cúp                   | Cúp                   | Tổng cộng | Tổng cộng |
| Mùa giải              | Câu lạc bộ            | Giải vô địch          | Số trận      | Bàn thắng    | Số trận               | Bàn thắng             | Số trận   | Bàn thắng |
| Nhật Bản              | Nhật Bản              | Nhật Bản              | Giải vô địch | Giải vô địch | Cúp Hoàng đế Nhật Bản | Cúp Hoàng đế Nhật Bản | Tổng cộng | Tổng cộng |
| --------------------- | --------------------- | --------------------- | ------------ | ------------ | --------------------- | --------------------- | --------- | --------- |
| 2013                  | Matsumoto Yamaga      | J2 League             | 0            | 0            | 0                     | 0                     | 0         | 0         |
| 2014                  | Matsumoto Yamaga      | J2 League             | 0            | 0            | 0                     | 0                     | 0         | 0         |
| 2015                  | Kataller Toyama       | J3 League             | 4            | 0            | –                     | –                     | 4         | 0         |
| 2016                  | Kataller Toyama       | J3 League             | 23           | 0            | 2                     | 0                     | 25        | 0         |
| 2017                  | Kataller Toyama       | J3 League             | 32           | 0            | 2                     | 0                     | 34        | 0         |
| Tổng cộng sự nghiệp   | Tổng cộng sự nghiệp   | Tổng cộng sự nghiệp   | 59           | 0            | 4                     | 0                     | 63        | 0         |